# Sant Esteve de Pontellà

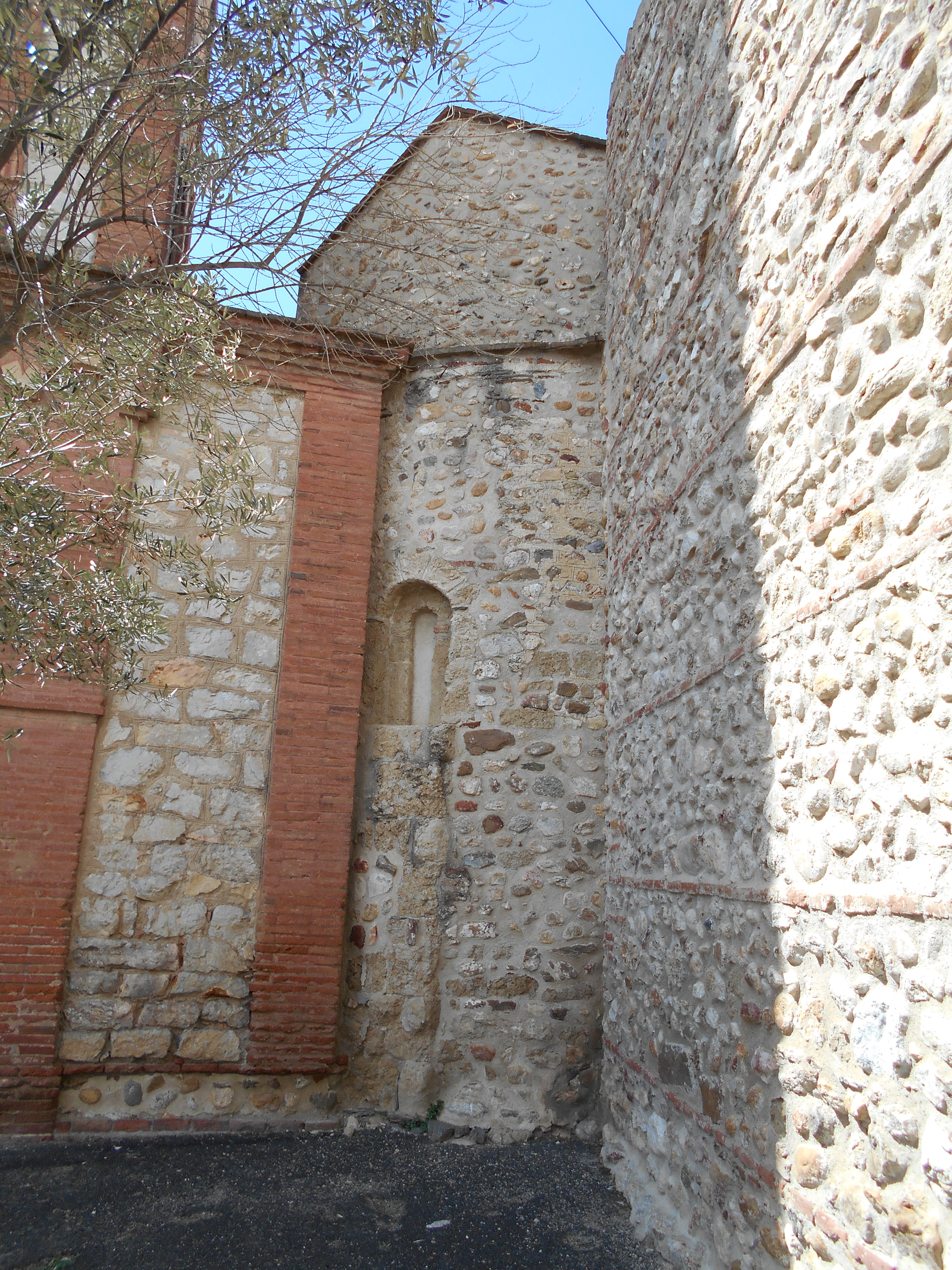
Absis de l'església

Sant Esteve de Pontellà és l'església parroquial del poble rossellonès de Pontellà i Nyils, a la Catalunya del Nord.
L'església està situada a l'extrem meridional de la cellera originària del poble. Antigament estava en part envoltada pel cementiri parroquial, actualment convertit en plaça.

## Història
La parròquia de Sant Esteve és esmentada a la documentació per primer cop el 1020, malgrat que el lloc de Pontiliano ja és conegut el 876. Tanmateix, el primer esment directe de l'església és del 1115, en una donació al capítol d'Elna dels delmes d'aquesta església. El 1163 també consta que en la parròquia de Pontellà hi havia possessions de Sant Martí de Canigó.

## Arquitectura

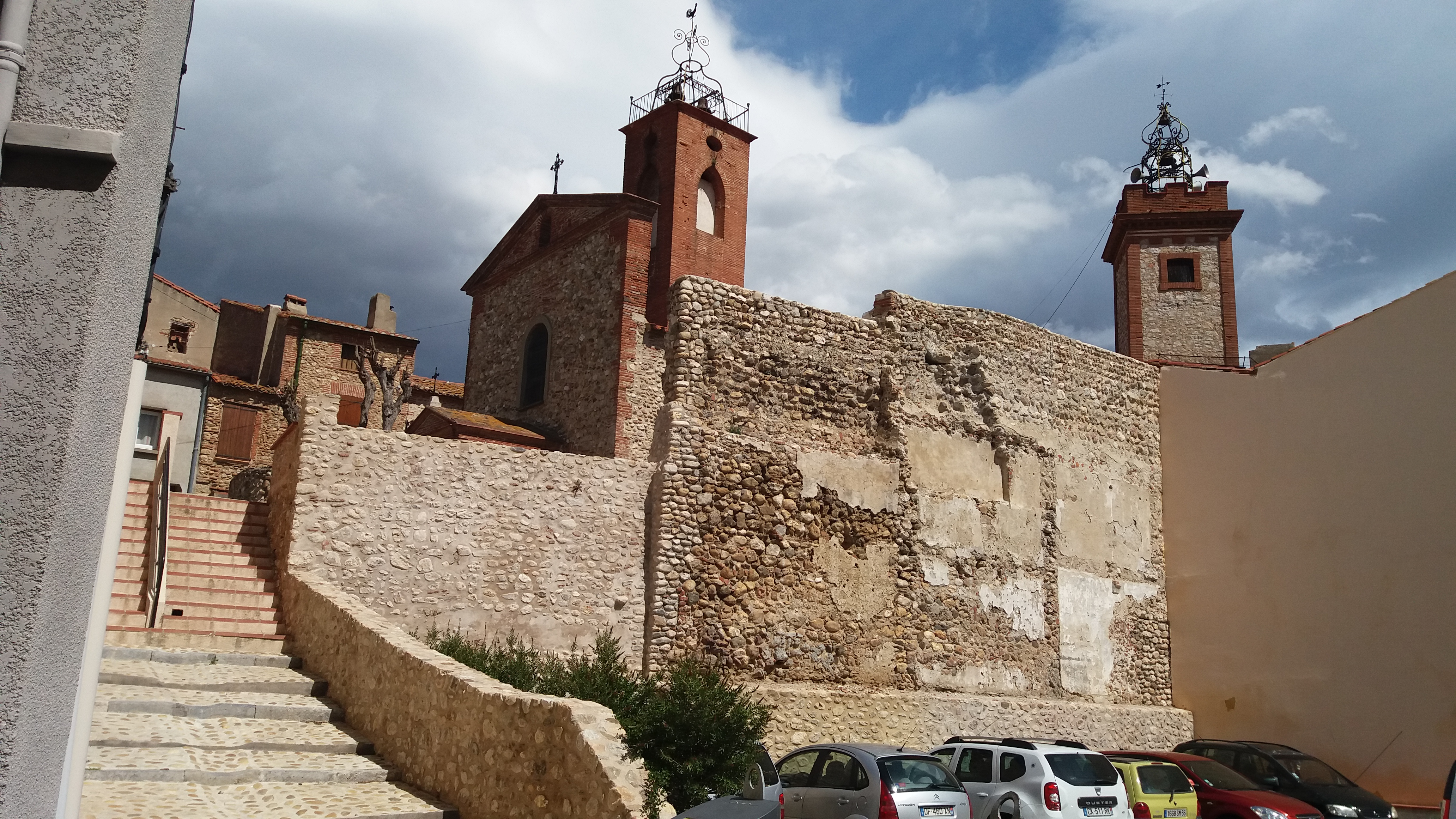
L'església de Sant Esteve, rere les muralles

L'església romànica ha estat molt modificada al llarg dels segles, però se'n conserva encara una bona part. És d'una sola nau, capçada a llevant per un absis semicircular, i amb diverses capelles laterals. El fet que estigui mig integrada en el recinte defensiu del poble de Pontellà ha provocat nombroses alteracions en l'església, originalment romànica.
Conserva tres làpides sepulcrals anteriors al 1300.

## Bibliografia

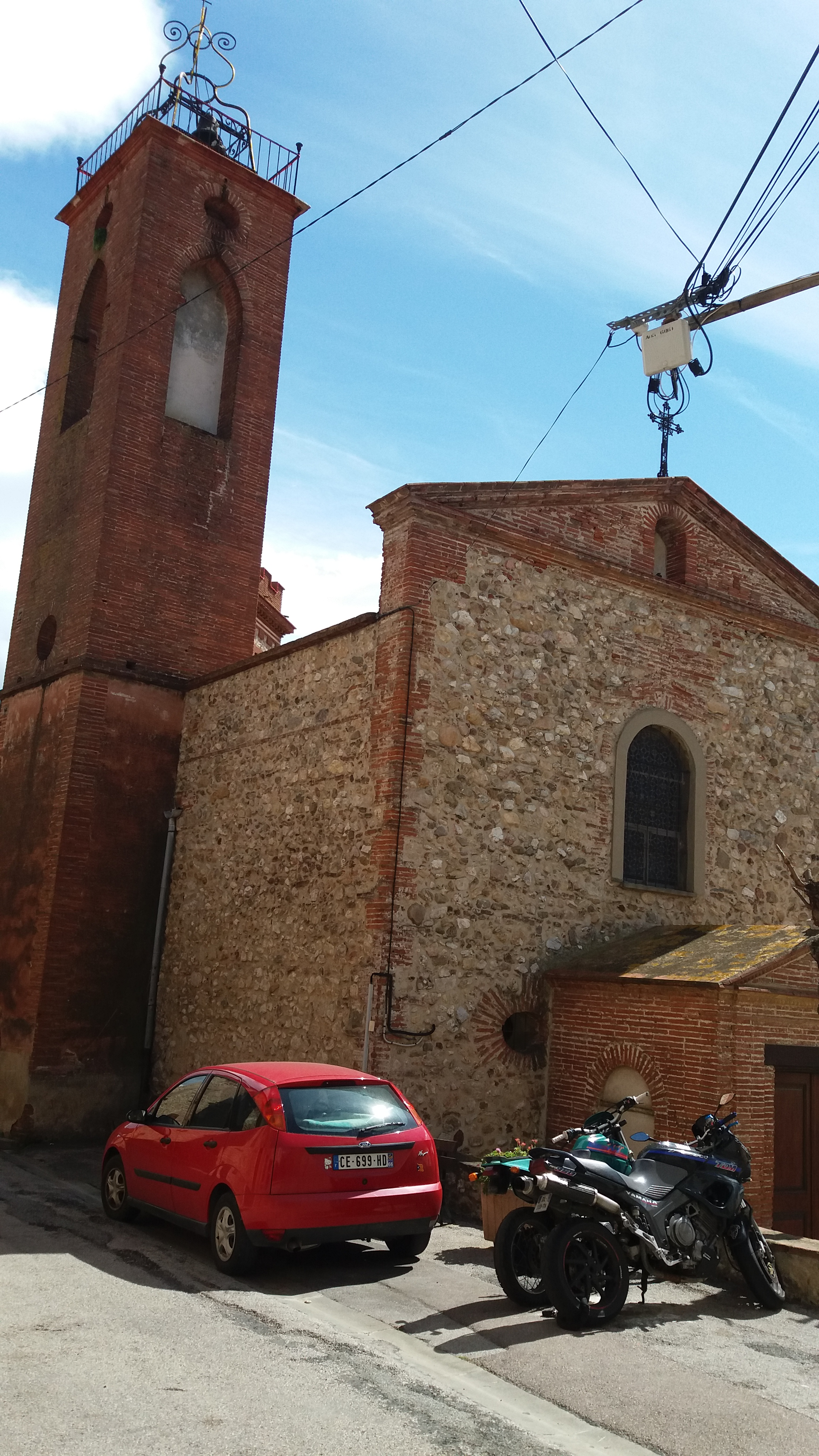
Sant Esteve de Pontellà. Façana oest